# Ukrainische Fußballnationalmannschaft (U-18-Junioren)
Die ukrainische U-18-Fußballnationalmannschaft ist eine ukrainische Fußballjuniorennationalmannschaft. Bis 2001 vertrat sie die Ukraine als Auswahlmannschaft in der U-18-Altersklasse insbesondere bei UEFA-Wettbewerben. Nach einer Erhöhung der Altersgrenze seitens der UEFA auf 19 Jahre werden seither lediglich Freundschaftsspiele des jüngeren Jahrgangs als Vorbereitung für die U-19-Nationalmannschaft bestritten.

## Geschichte
Nach dem Zusammenbruch der Sowjetunion und der damit einhergehenden Gründung der Ukraine als eigenständiger Staat wurde 1991 die Ukrajinska Assoziazija Futbolu als nationaler Verband geschaffen, nach der Aufnahme des internationalen Spielverkehrs 1992 trat dfie U-18-Auswahl fortan insbesondere in der Qualifikation zur U-18-Europameisterschaft an. Bis zur Erhöhung der Altersgrenze 2001 schaffte die Auswahlmannschaft zweimal die Qualifikation für ein Endrundenturnier. Größter Erfolg war bei der ersten Teilnahme bei der vorletzten Austragung 2000 das Erreichen des Endspiels als Gruppensieger vor Deutschland, Niederlande und Kroatien. Im Finale setzte sich Frankreich durch einen Treffer von Hervé Bugnet mit 1:0 durch. Beim folgenden Turnier blieb die Mannschaft sieglos und beendete die Gruppe punktgleich mit dem gastgebenden Schlusslicht Finnland.

### Turnierbilanz bei U-18-Europameisterschaften
| 1992 | nicht qualifiziert |
| 1993 | nicht qualifiziert |
| 1994 | nicht qualifiziert |
| 1995 | nicht qualifiziert |
| 1996 | nicht qualifiziert |
| 1997 | nicht qualifiziert |
| 1998 | nicht qualifiziert |
| 1999 | nicht qualifiziert |
| 2000 | Finalist           |
| 2001 | Gruppenphase       |